# Heito Ike
Heito Ike är en sjö i Antarktis. Den ligger i Östantarktis. Norge gör anspråk på området. Heito Ike ligger 189 meter över havet. Den ligger vid sjön Tenno Ike.